# 카이산툰진

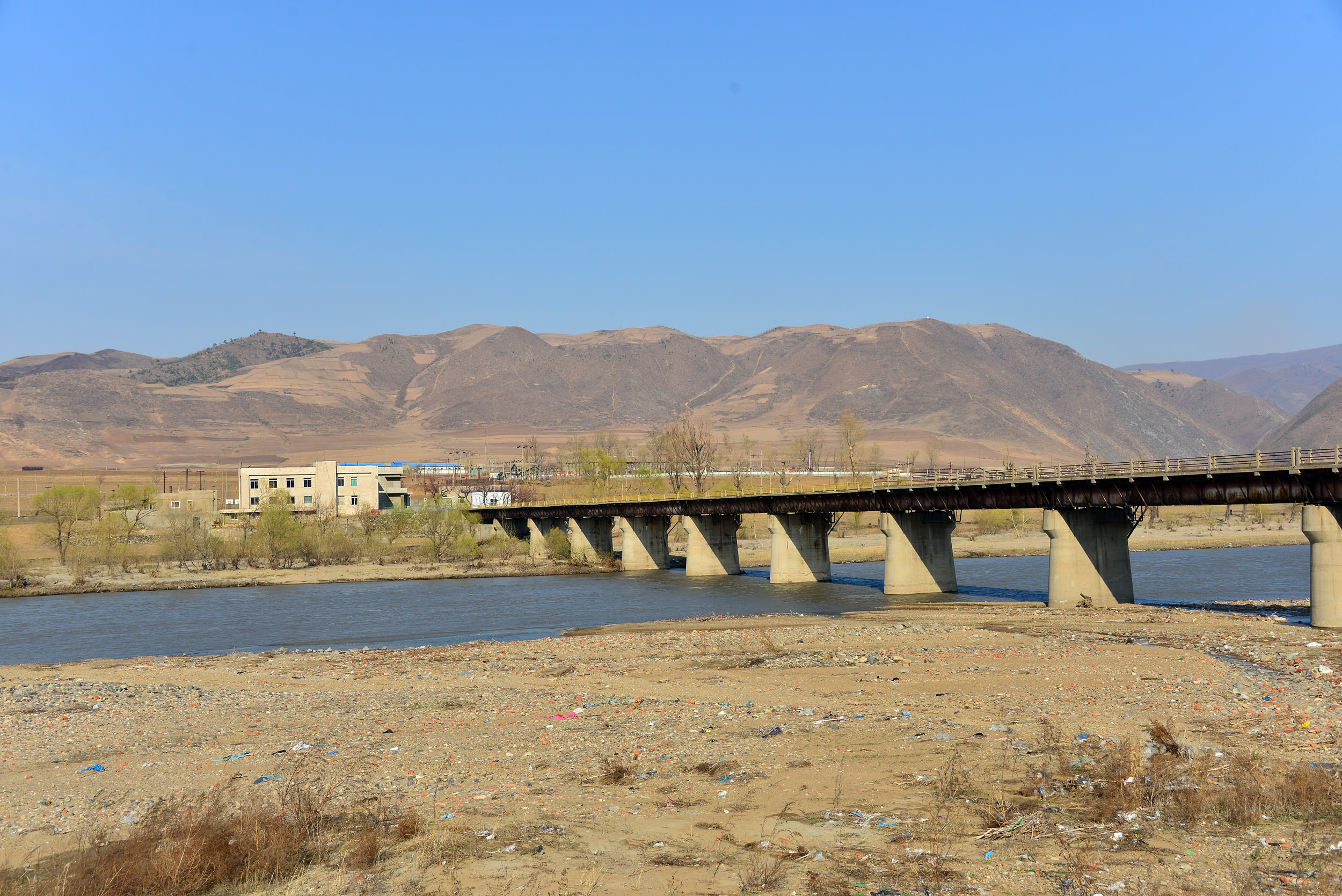
카이산툰 북중 국경지역의 다리

카이산툰 진(중국어 간체자: 开山屯镇, 병음: Kāishān tún zhèn, 중국조선어: 개산툰진)은 중화인민공화국 지린성 옌볜 조선족 자치주 룽징시의 향진급 행정구역이다. 면적은 199.75km²이며 인구는 18,611명(2010)이다.

## 역사
1958년 광자오 향과 쯔동 향이 통합하여 카이산툰진 공사가 되었고, 1964년 카이산툰 진과 광카이 공사로 분리되었다.  1983년 광카이 공사가 융신 향으로 변경되었으며, 1988년 융신 향이 카이산툰 진에 합병되었다.

## 하위 행정구역
4개의 사구와 5개의 촌을 관할하고 있다.
- 사구(社区)
  1. 롄멩 사구(중국조선어: 련맹사구, 중국어 간체자: 联盟社区)
  2. 난산 사구(중국조선어: 남산사구, 중국어 간체자: 南山社区)
  3. 창칭 사구(중국조선어: 장청사구, 중국어 간체자: 长青社区)
  4. 카이산 사구(중국조선어: 개산사구, 중국어 간체자: 开山社区)

- 촌(村)
  1. 촨커우 촌(중국조선어: 선구촌, 중국어 간체자: 船口村)
  2. 광자오 촌(중국조선어: 광소촌, 중국어 간체자: 光昭村)
  3. 화칭 촌(중국조선어: 회경촌, 중국어 간체자: 怀庆村)
  4. 쯔동 촌(중국조선어: 자동촌, 중국어 간체자: 子洞村)
  5. 아이민 촌(중국조선어: 애민촌, 중국어 간체자: 爱民村)